# 馬恩多夫湖

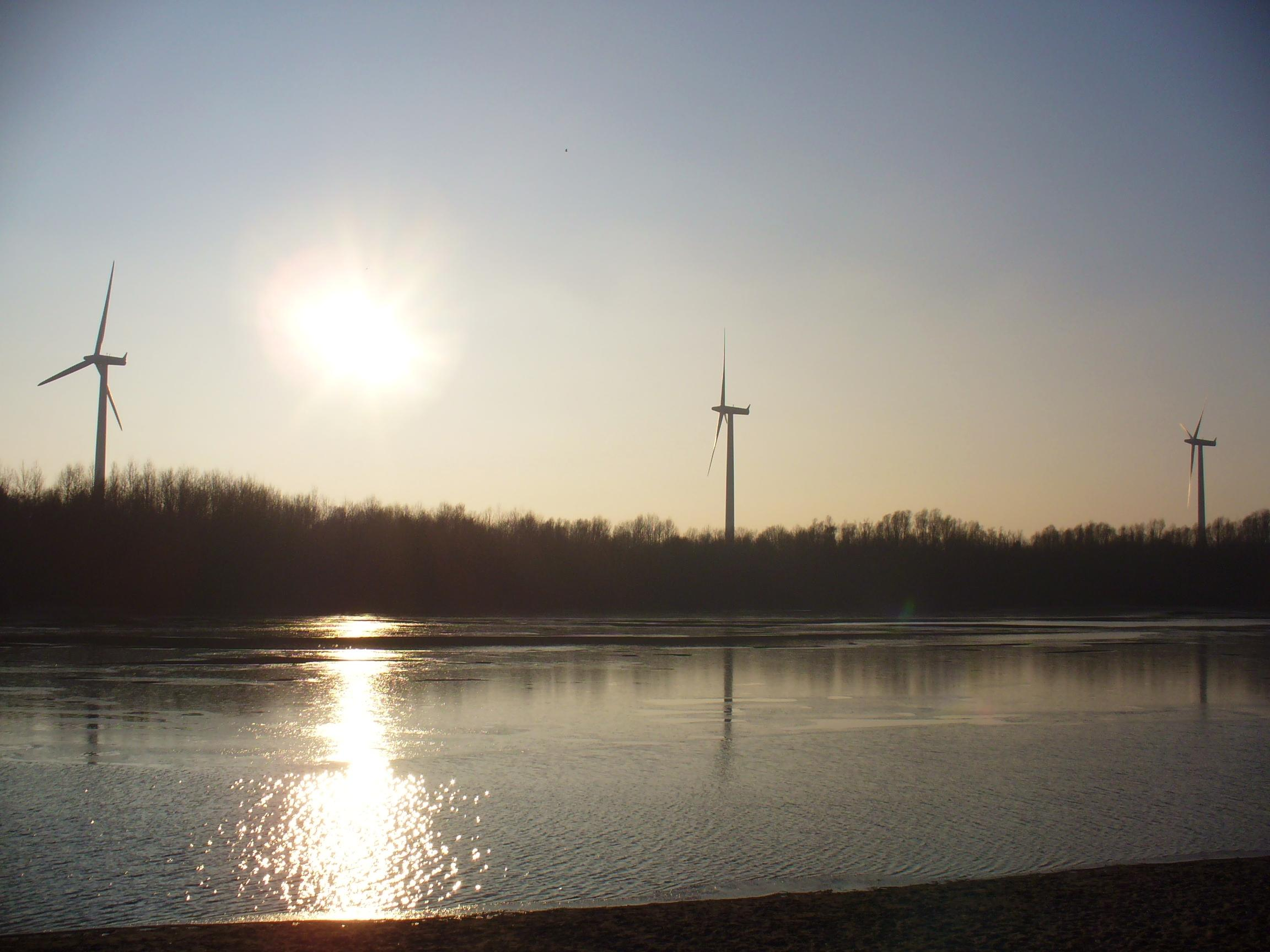

53°1′47″N 8°56′34″E / 53.02972°N 8.94278°E
馬恩多夫湖（德語：Mahndorfer See），是德國的人工湖泊，位於該國北部，由不來梅州負責管轄，處於不來梅南側，建於1961年，該湖泊面積0.22平方公里，最大水深13米。